# Sant Pere de Llorà

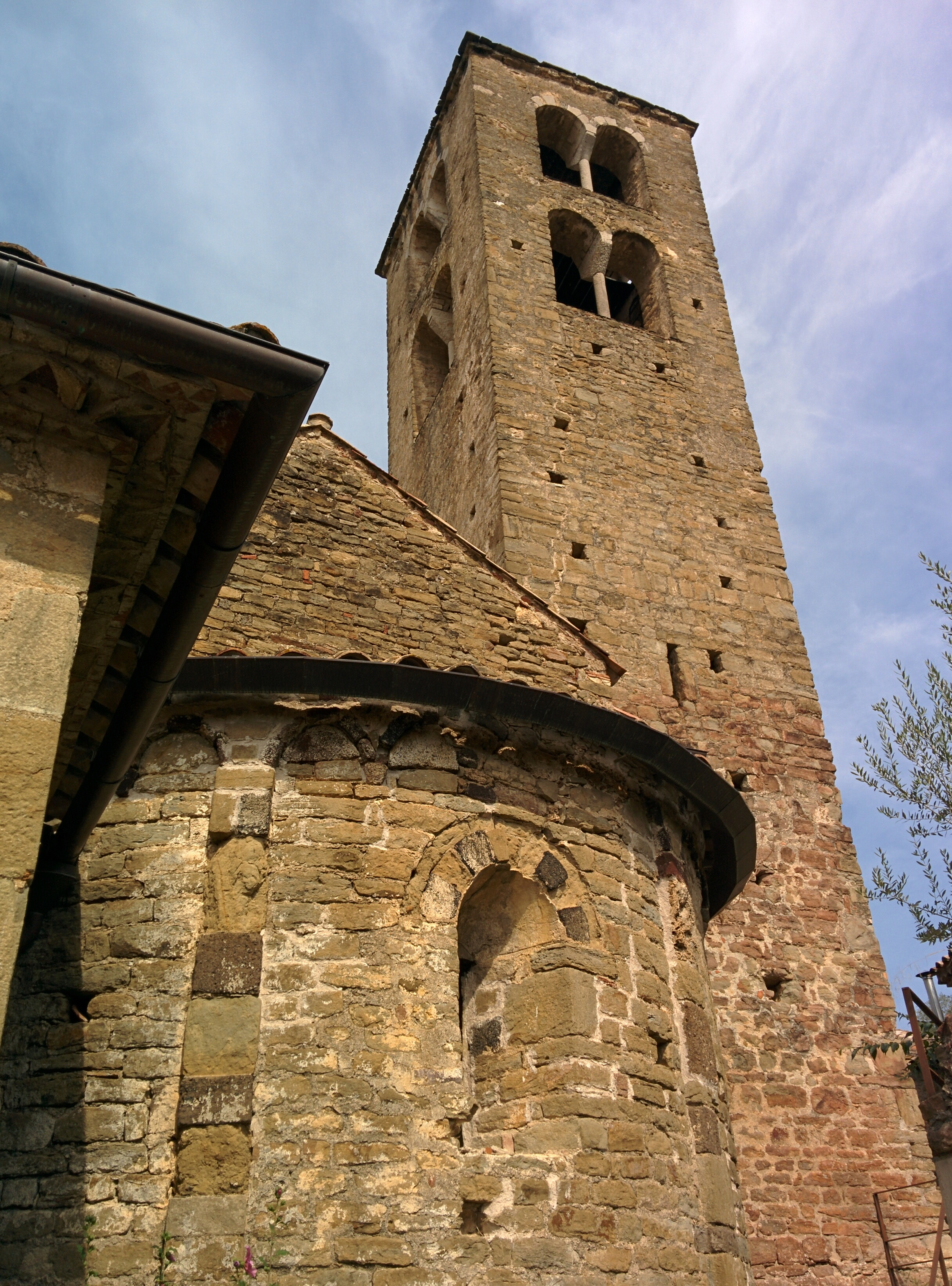

L'església parroquial de Sant Pere de Llorà és situada en el petit veïnat de Llorà, format per unes poques masies que l'envolten, que pertany al municipi de Sant Martí de Llémena.

## Història
La notícia més antiga sobre aquesta església és de l'any 1058 on consta que comtessa Ermessenda feu una restitució de béns a la canònica de Girona, entre els quals hi ha Sant Pere. L'any 1065 consta en el testament de Guillem Guifré a favor de la canònica gironina. El 1208, el monestir d'Amer adquirí diversos béns en aquesta parròquia.
L'edifici fou reformat d'una manera important en el segle xv, degut a les destrosses que provocaren els terribles terratrèmols dels anys 1427 i 1428. La informació més propera data de l'any 1434, quan s'hi feien importants obres de reconstrucció per tal de cobrir-ne la teulada que degué quedar fortament afectada pels moviments sísmics.

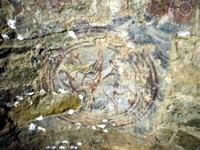
Restes de pintures romàniques (2009)

L'any 1698 consta com a lloc reial.

## L'església preromànica
En la restauració de l'església, duta a terme per la Diputació de Girona de l'any 2002 al 2008, es trobà, sota el terra de la nau, un edifici de culte preromànic, gairebé conservat en la seva totalitat a nivell de circulació, la construcció del qual s'ha de situar entorn del segle ix, així com unes pintures romàniques de gran valor artístic. En l'aspecte arquitectònic, l'edifici sembla respondre a la tipologia tradicional dels edificis religiosos d'aquell període atès que és de planta rectangular amb capçalera trapezial o rectangular, lleugerament desviada al nord. Al llarg dels segles xi i xii, hom aprofita les estructures d'aquest edifici preromànic per bastir una nova església d'estil romànic.

## Arquitectura

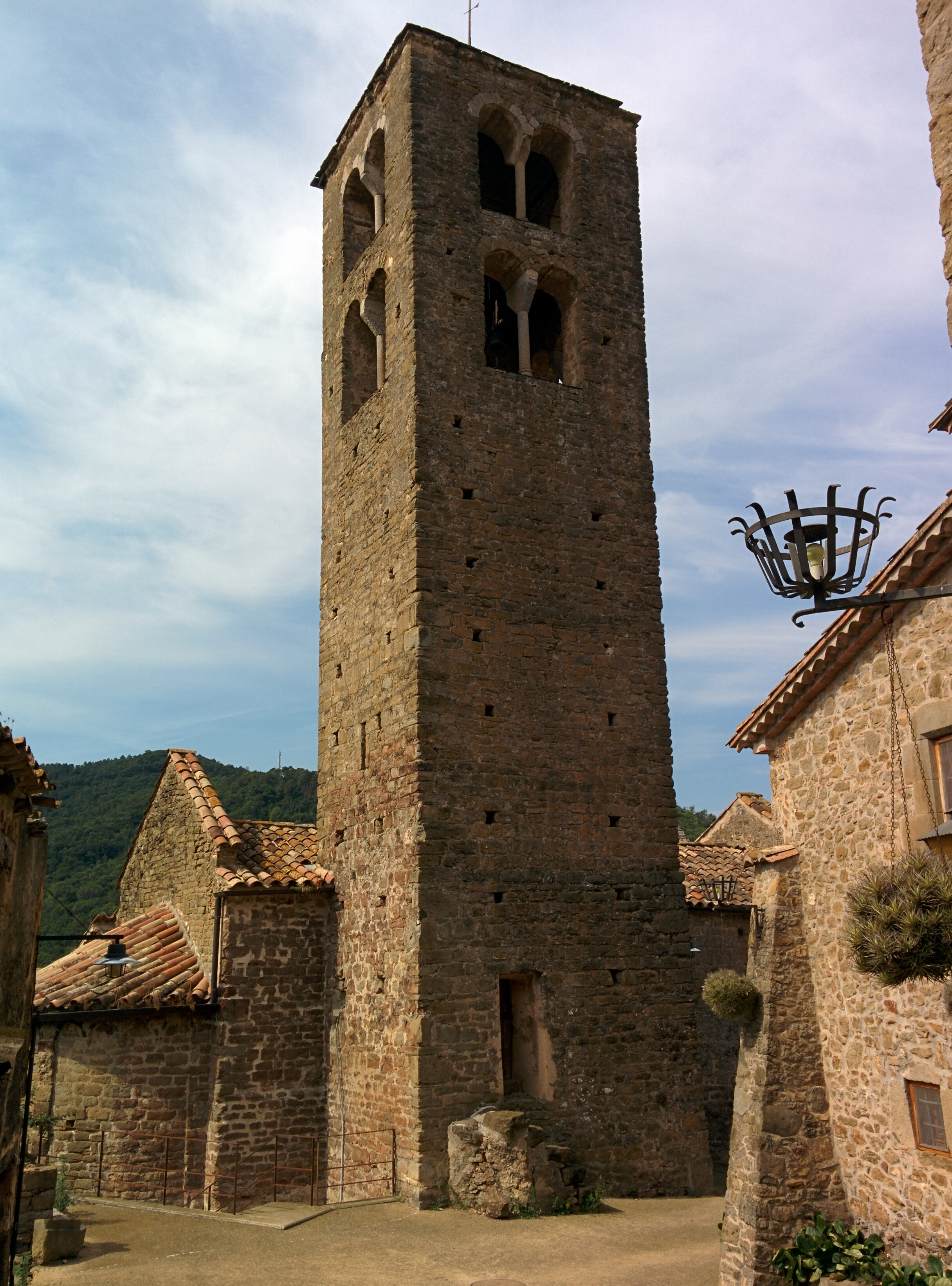

Edifici d'una sola nau coberta amb volta apuntada que arrenca d'una motllura de cavet i capçada a llevant per un absis semicircular oberta a la nau per un senzill plec que fa la gradació. A l'angle nord-est de la nau hi ha la torre campanar restaurada, de planta quadrada, molt esvelta, construïda amb carreus. A la part superior hi ha dos pisos de finestres geminades amb columnes de capitells mensuliformes a cada cara i amb la resta cega, llevat d'una espitllera a la part baixa de llevant. Les façanes, tant de l'església com del campanar, són llises, llevat de l'absis, que presenta ornamentació amb un fris d'arcuacions llombardes, entre lesenes. Al centre de l'àbsis s'obre una finestra de doble esqueixada paredada per dins. La façana sud desaparegué l'any 1600 quan s'hi construïren dues grans capelles o una segona nau. El 1642 es construí la sagristia que amaga el cantó sud de l'absis. El 1731 s'afegí el cor, a ponent, que amb la construcció de la torre comunidor de planta quadrada i el porxo a la façana de ponent, acaben de configurar l'església actual. L'aparell és de carreus petits sense polir travats amb morter de calç a la part baixa dels murs de la nau fins a l'arrencada de la volta i a la base del campanar. A l'absis, l'aparell és més polit, amb peces de gres vermell i pedra volcànica a les arcuacions i dovelles de la finestra, extradossades per una filera de llosetes planes. En la part alta dels murs, l'aparell és de carreus petits, ben tallats i polits. Aquestes diferències d'aparell mostren que l'edifici fou construït en dues fases, la primera datable dins el segle xi, seguint els models llombards, i en la qual es construí el cos de l'església i la base del campanar i una segona en què es construí la volta, sobrealçant els murs i el campanar.